# Distrito de Paucará
El Distrito peruano de Paucará es uno de los 8 distritos de la Provincia de Acobamba, ubicada en el Departamento de Huancavelica, bajo la administración del Gobierno regional de Huancavelica, Perú

## Historia
El distrito fue creado mediante Ley del 15 de enero de 1943, en el gobierno del Presidente Manuel Prado Ugarteche.

## Geografía
Paucará cuenta con una superficie de 225 km² que representa el 24,77% del área de la provincia de Acobamba. Está situada a una altitud promedio de 3806 m s. n. m. Cuenta con centros educativos de los niveles iniciales, primarios y secundarios y con modernas instalaciones educativas.
Se ha mejorado la infraestructura vial directa con Huancavelica, Junín, Ayacucho y Lima.

## Autoridades

### Municipales
- 2019-2022[1]
  - Alcalde: Mauro Huarcaya Pérez, Movimiento Independiente Trabajando para Todos (TPT).
  - Regidores: Hector Reymundo (tpt), Juan Enciso (tpt), Hilda Mayhua (tpt), Fidel Matamoros  (tpt), Silvia (tpt),  Sebastian (ayni), Adolfo Huamani (Agua).

### Religiosas
- Obispo de Huancavelica: Monseñor Isidro Barrio Barrio (2005 - ).